# Aeropuerto de Mataiva
El aeródromo de Mataiva (código AITA : MVT • código OACI: NTGV) es un aeródromo en el atolón de Mataiva en el archipiélago de las Tuamotu en Polinesia Francesa.

## Compañías y destinos
- Air Tahiti : Papeete Fa'tiene'ā dos veces por semana.